# Rosemary's Baby (band)
Rosemary’s Baby is een rockband uit Venlo die ook funk en soul verwerkt in hun muziek.

## Biografie
De band werd in 1993 geformeerd door Gino Taihuttu, R. Yen Meulemann en Geert van Niekerken, die ook in de metalband Gin on the Rocks spelen. In dat jaar komt de band al gelijk met een eerste album, Funky Revolution. De band wordt opgemerkt door Hans Dulfer, die samen met de band enkele optredens verzorgt. Door deze optredens en veel airplay is het album al binnen enkele maanden uitverkocht. Ook komt de band in contact met Sony Music. De band werkt voorlopig nog met verschillende zangers.
Het vervolgalbum laat zeven jaar op zich wachten. Intussen is een vaste zanger aangetrokken in de persoon van Mario Nagtzaam. In het najaar van 2000 kwam het titelloze vervolg op het debuutalbum uit. In 2008 liet de band weer van zich horen. De cd James wordt uitgebracht en vertelt een compleet levensverhaal. Ook kwam de eerste single uit onder de titel Yo-Yo.

## Discografie

### Albums
- 1993: Funky Revolution
- 2000: Rosemary’s Baby
- 2008: James (in 2009 nog eens onder de naam Michael&Angelo)

### Singles
- 2008: Yo-Yo